# Obac del Pui
L'Obac del Pui és una obaga del terme municipal de Castell de Mur, a cavall dels antics termes de Guàrdia de Tremp i de Mur, al Pallars Jussà. Es troba en territori de Guàrdia de Noguera.
Està situat a la dreta del barranc de Font Truïda, al vessant nord-oriental del Serrat del Pui. És a ponent de l'Obaga de Ponet i al nord-est de Coscolloles.